# گاردن هوم ویتفورد (اورگن)
گاردن هوم ویتفورد (به انگلیسی: Garden Home–Whitford) یک منطقهٔ مسکونی در ایالات متحده آمریکا است که در شهرستان واشینگتن، اورگن واقع شده‌است. گاردن هوم ویتفورد ۴٫۹ کیلومتر مربع مساحت و ۶٬۶۷۴ نفر جمعیت دارد و ۷۹ متر بالاتر از سطح دریا واقع شده‌است.